# Bajo Pallars
Baix Pallars es un municipio español situado en el extremo meridional de la comarca del Pallars Sobirá, provincia de Lérida, comunidad autónoma de Cataluña. Se formó en 1969 por la fusión de los términos municipales de Baén, Gerri de la Sal, Moncortés y Peramea.

## Geografía física
Bajo Pallars limita al N con Sort y Soriguera, municipios de su misma comarca; al E con Noves de Segre, del Alto Urgel; al S con Puebla de Segur y Conca de Dalt; al SW con Senterada y al W con la Torre de Capdella, municipios, estos últimos cuatro, del Pallars Jussá.
El municipio está atravesado, en su parte central y en dirección N-S, por el río Noguera Pallaresa, que, viniendo de Sort y tras pasar por el congosto de Arboló entra en un pequeño valle donde se encuentra la capital, Gerri de la Sal, a sus orillas.
Por la derecha recibe las aguas del río de Ancs, por cuyo valle una carretera une los pueblos de Balestui, Sellui y Ancs, aguas arriba. Asomada desde su altura a este barranco, la villa de Peramea preside el Pla de Corts, al sur, un altiplano con alturas entre los 900 y los 1000 m.
En este sector occidental, junto a la población que le da nombre, se encuentra el lago de Montcortés, que vierte sus aguas más al O en el Flamisell.
A caballo entre el clima prepirenaico y pirenaico, tanto el paraje de Montcortés como el Pla de Corts tienen muy buenas condiciones para prácticas agrícolas y ganaderas. Hay vestigios en esta zona de cavidades ya habitadas en la Edad del Bronce y numerosos megalitos.
Todo este sector del margen derecho del río está limitado al sur por la sierra de Peracalç (Tossal de l'Àliga, 1321 m; Roc de Sant Aventí, 1482 m), ya en el límite del término.
En el valle, en la orilla derecha, está la capital, Gerri de la Sal, cruzada por la carretera N-260 que discurre paralela al río. La existencia de aguas saladas aquí, junto a las condiciones orográficas favorables, permitieron durante siglos la explotación de este recurso que da nombre a la población.
Enfrente de la villa, al otro lado del río está la iglesia del antiguo monasterio de Santa María de Gerri. Por este margen izquierdo, el Noguera Pallaresa recibe las aguas del barranco de Enseu, donde además de esta población se encuentran más arriba Baén en el curso medio y San Sebastián de Buseu, totalmente deshabitado, en la cabecera del barranco.
Más abajo desagua el río Mayor junto a Bresca, uno de los pocos pueblos habitados de este sector oriental, junto con Buseu más al E. La fuerte despoblación ha dejado toda esta zona con pueblos vacíos y algunos en ruinas desde hace años.
Al sur, ya en el límite con la comarca del Pallars Jussá, la sierra de Cuberes, últimas estribaciones orientales de la Sierra del Boumort, forma parte de la Reserva Nacional de Caza de Boumort. En el límite, marcado en parte por el barranco del Infierno, se puede encontrar Espluga de Cuberes, pueblo deshabitado con iglesia románica troglodítica, muy cerca de la confluencia de dicho barranco con el Noguera Pallaresa.
El río abandona el municipio cruzando las sierras de Peracalç y de Cuberes a través del impresionante desfiladero de Collegats, camino de Puebla de Segur.

## Economía
Las actividades tradicionales han sido la agricultura y la ganadería, a las cuales hay que añadir la extracción de sal y la explotación forestal.
A mediados del siglo XIX se producía trigo, centeno, cebada, legumbres, aceite, vino, patatas, frutas y hortalizas.
En cuanto a la ganadería, en los últimos años del siglo XX se produjo un cambio notable en el sector: disminuyó considerablemente la cría de ganado ovino y bovino aumentando la cría de ganado porcino.
La extracción de la sal, en las salinas de Gerri, fue antiguamente una explotación muy lucrativa. Ya en el siglo XX decae considerablemente la producción, por la presión de la competencia de explotaciones mucho más rentables económicamente. En 1982, unas fuertes riadas dejaron en un estado bastante precario las instalaciones salineras.
La restauración y rehabilitación del monasterio y la mejora de las salinas, han sido un atractivo turístico más para el municipio, que dispone de los necesarios establecimientos para el alojamiento de visitantes.

## Demografía
Cuenta con una población de 340 habitantes (INE 2024).
| Gráfica de evolución demográfica de Bajo Pallars entre 1970 y 2021 |
| |
| Población de derecho según los censos de población del INE. Población de hecho según los censos de población del INE.En 1969 aparece este municipio porque se fusionan los municipios Bahent, Gerri, Moncortés y Peramea. |

### Núcleos de población
| Pueblos               | Habitantes (2013) | Pueblos                | Habitantes (2013) |
| --------------------- | ----------------- | ---------------------- | ----------------- |
| Ancs                  | 2                 | Gerri de la Sal        | 131               |
| Baén                  | 14                | Llaràs                 | 5                 |
| Balestui              | 9                 | Mentui                 | 4                 |
| Bresca                | 17                | Montcortès             | 26                |
| Bretui                | 17                | Peracalç               | 9                 |
| Buseu                 | 1                 | Peramea                | 83                |
| Cabestany             | 4                 | Pujol                  | 18                |
| Canals                | 0                 | San Sebastián de Buseu | 0                 |
| Castellnou de Peramea | 2                 | Sarroca de Baén        | 2                 |
| El Comte              | 0                 | Sellui                 | 16                |
| Cortscastell          | 4                 | El Soi                 | 0                 |
| Cuberes               | 0                 | Solduga                | 1                 |
| Enseu                 | 4                 | Useu                   | 7                 |
| Espluga de Cuberes    | 0                 | Vilesa                 | 0                 |

Fuente: www.municat.gencat.cat.

### Evolución demográfica
| 1512                                        | 1448 | 1109 | 627 | 451 | 350 | 359 | 360 |
| (Fuente: Instituto Nacional de Estadística) |      |      |     |     |     |     |     |

## Administración y política
| Periodo   | Nombre                      | Partido             |
| --------- | --------------------------- | ------------------- |
| 1979-1983 | Josep Maria Semino i Dòria  | PSC                 |
| 1983-1987 | Josep Maria Semino i Dòria  | PSC                 |
| 1987-1991 | Xavier Ribera i Jordana     | PSC                 |
| 1991-1995 | Xavier Ribera i Jordana     | PSC                 |
| 1995-1999 | Xavier Ribera i Jordana     | PSC                 |
| 1999-2003 | Xavier Ribera i Jordana     | PSC                 |
| 2003-2007 | Xavier Ribera i Jordana     | PSC                 |
| 2007-2011 | Xavier Ribera i Jordana     | PSC                 |
| 2011-2015 | Josep Maria Semino i Laguia | PSC                 |
| 2015-2019 | Josep Maria Semino i Laguia | PSC                 |
| 2019-2023 | Anna Sentinella Amengual    | Som-hi Baix Pallars |

## Lugares de especial interés
- Laguna de Montcortés y Pla de Corts.
- Congosto de Collegats.
- Iglesia del Monasterio de Santa María de Gerri.
- Villa medieval de Gerri, Museo de la Sal y salinas.
- Villa medieval de Peramea y museo de la Era de Ortega.
- Despoblado troglodítico de Espluga de Cuberes.

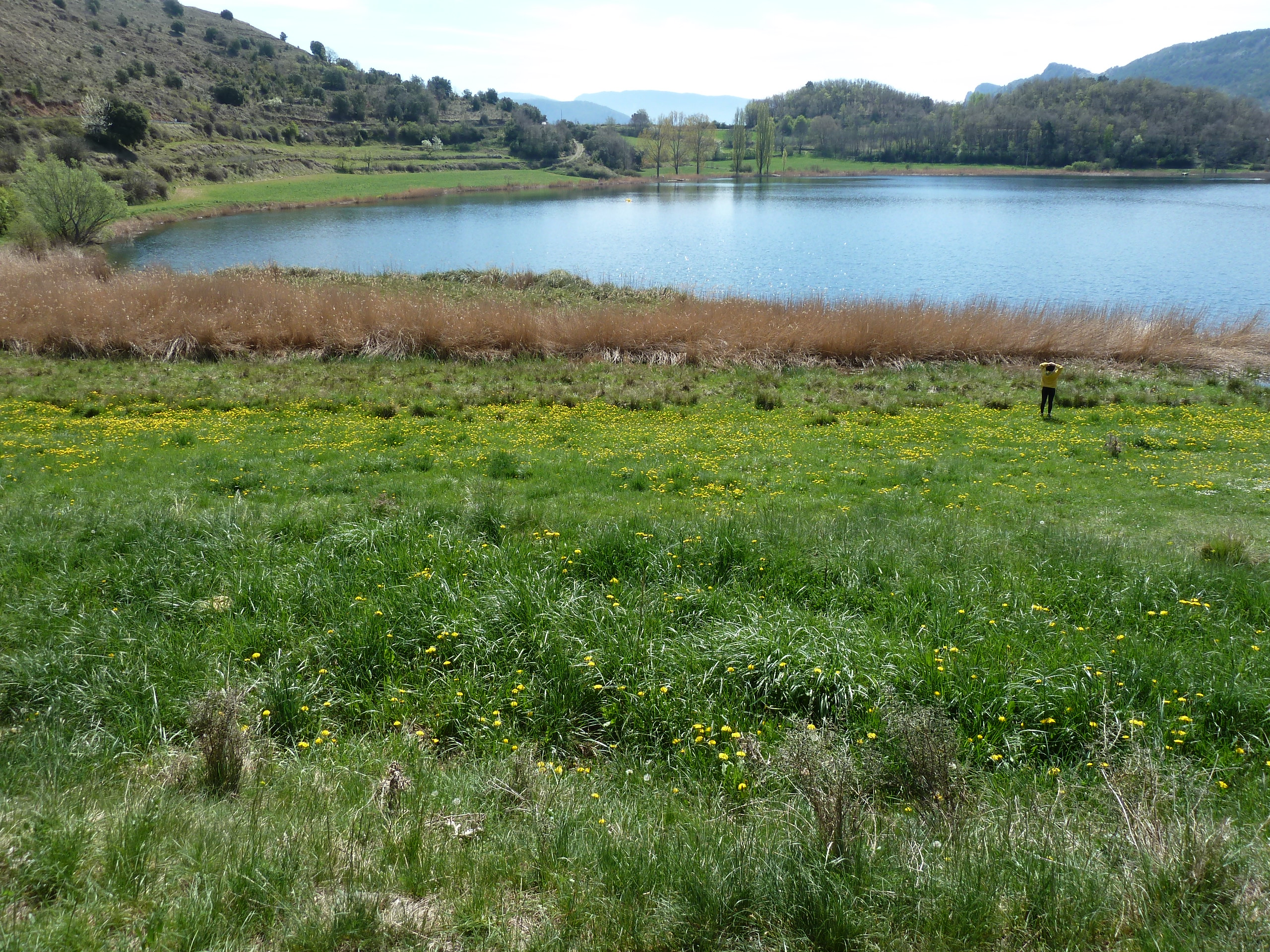
Lago de Montcortès
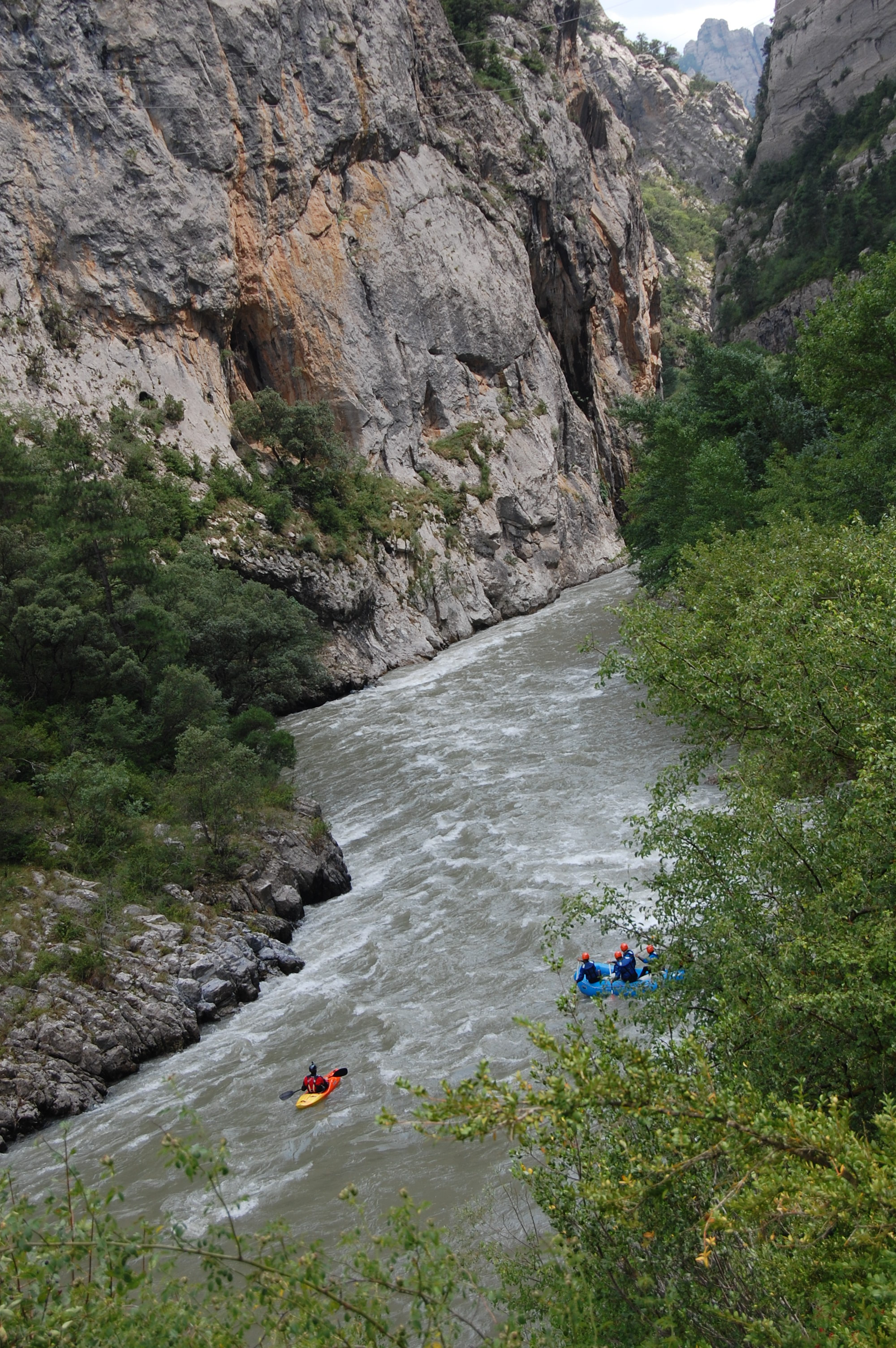
Collegats
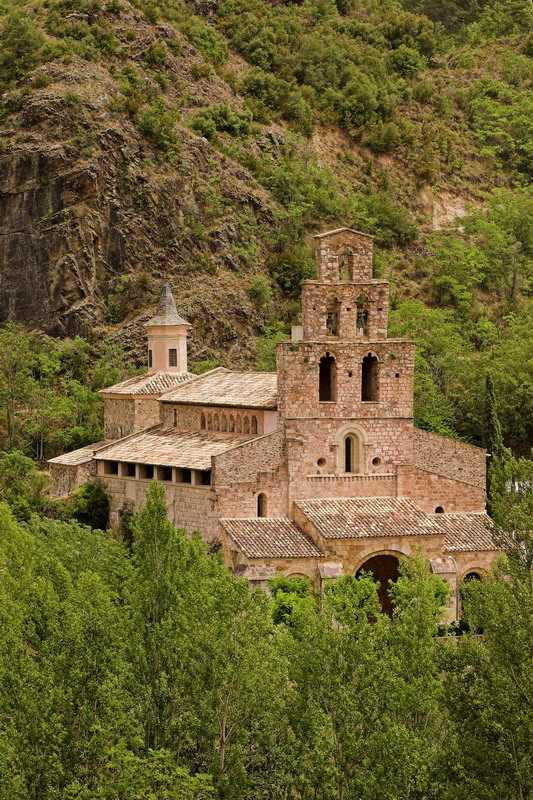
Santa María de Gerri
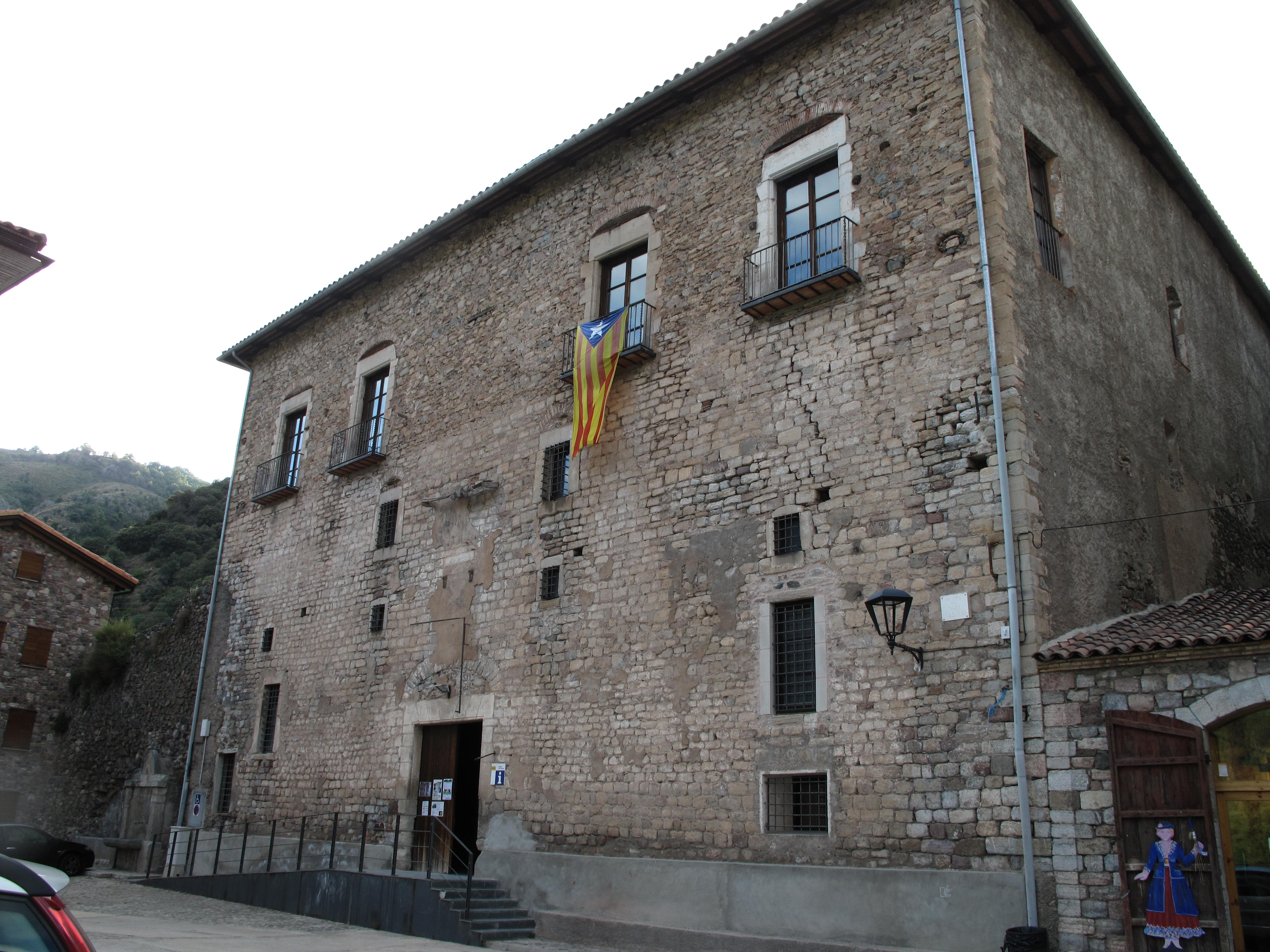
Alfolí de la sal.
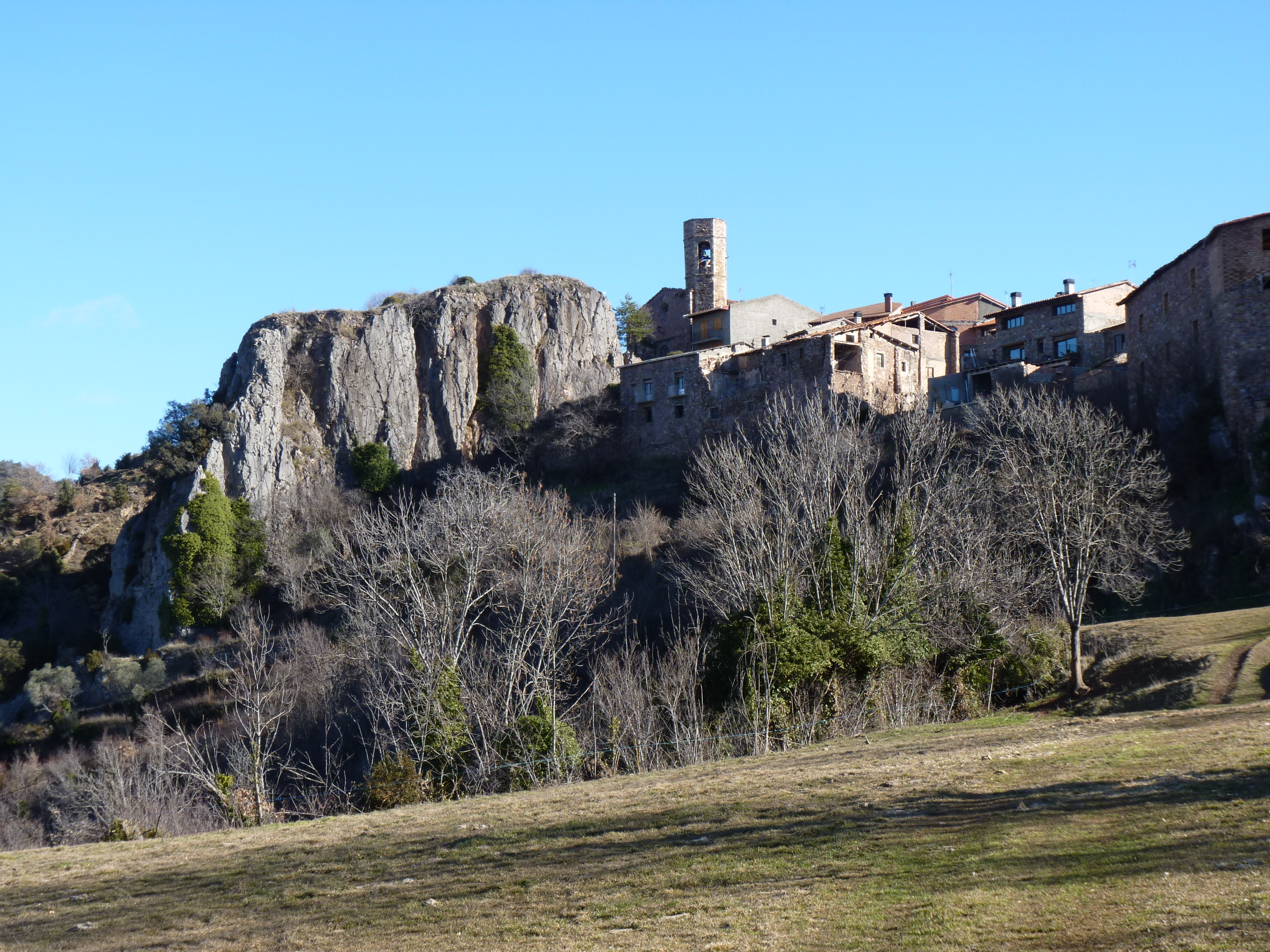
Peramea
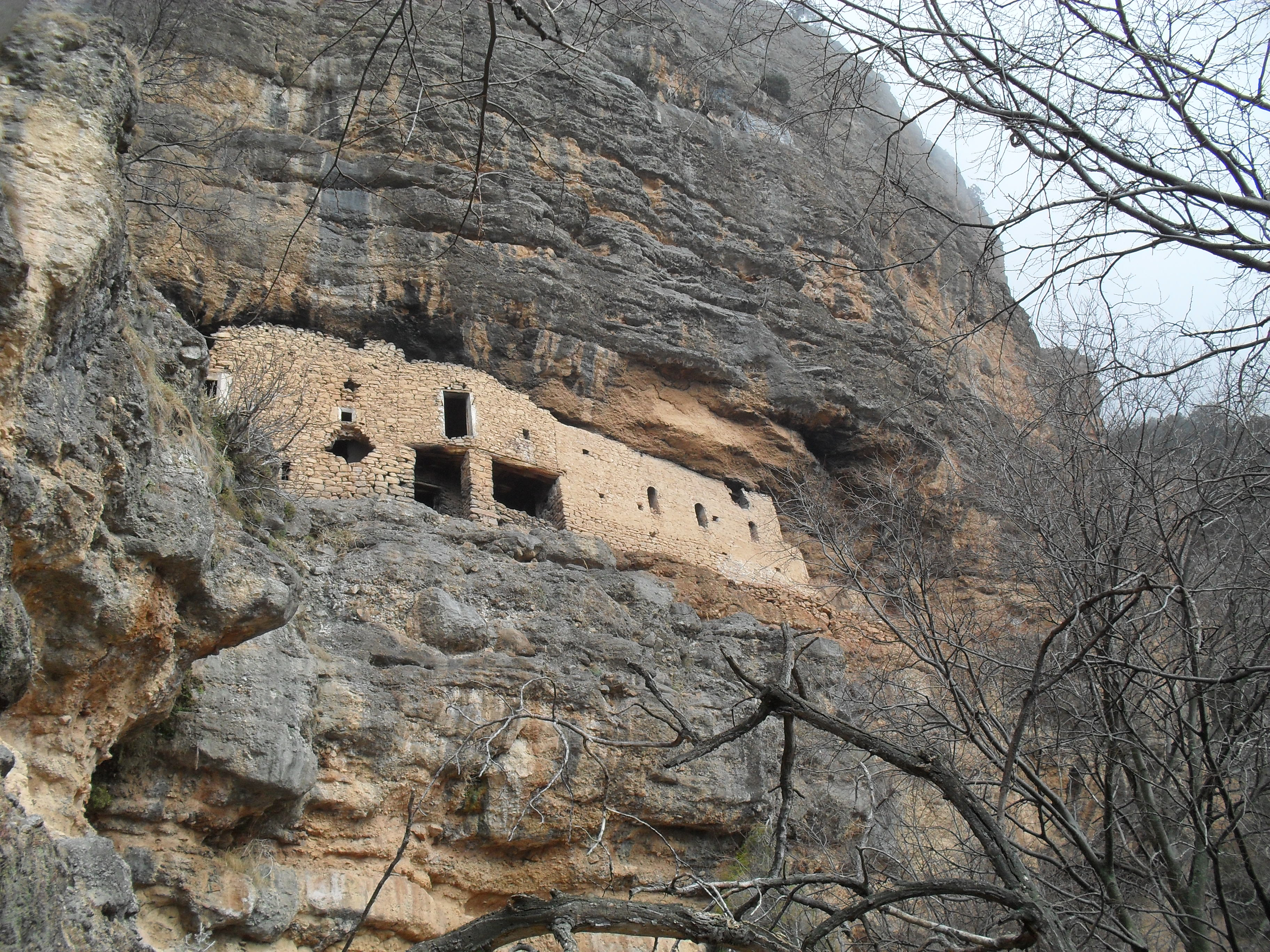
Espluga de Cuberes